# Procès du Stutthof
Ne doit pas être confondu avec Camp de concentration de Natzweiler-Struthof#Procès postérieurs à la guerre.
Sous la dénomination « Procès du Stutthof » sont regroupés plusieurs procès instruits par un tribunal de crimes de guerre à Gdańsk, en Pologne. Les accusés sont les membres du personnel d'encadrement et de surveillance nazis du camp de concentration du Stutthof. Certains procès individuels de membres du personnel du camp ont eu lieu devant les tribunaux d'autres États (en particulier la RFA). 

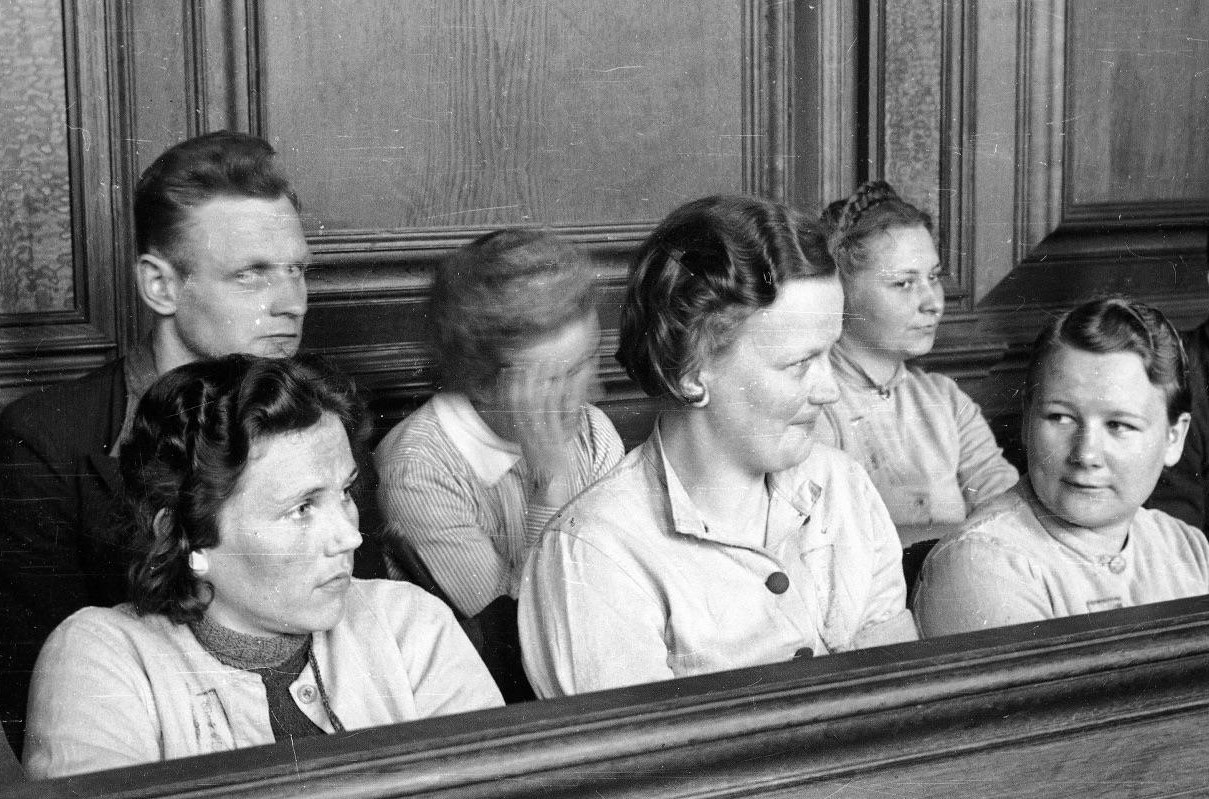
Femmes gardiennes SS du Stutthof : procès.

Au total, environ deux mille membres de personnel d'encadrement et de surveillance soupçonnés de crimes au Stutthof ont été déférés. Les tribunaux ont entendu non seulement les membres de la SS mais aussi des Allemands et des gardiens auxiliaires (hommes de confiance, kapo et personnels d'entretien). Les chefs d'accusation ont été l’assassinat de 60 000 personnes tant dans le camp principal que dans les sous-camps du Stutthof (en particulier par fusillades de masse, gazage, famine, sévices ou par injections létales de phénol et autres produits toxiques). Quatre procès eurent lieu juste après guerre.

## Premier procès
Le premier procès se déroula du 25 avril au 31 mai 1946 à Gdansk. La Cour de justice criminelle spéciale soviéto-polonaise fit comparaître un groupe de 15 ex-officiers et surveillants du camp de concentration du Stutthof et de Bromberg-Ost. Ils furent convaincus de crimes contre l'humanité. Onze d'entre eux (cinq gardiens-kapos et cinq gardiennes) ainsi que le sous-officier et commandant des gardiens SS  Johann Pauls, furent condamnés à mort. Les autres furent condamnés à des peines diverses d'emprisonnement. 

### Accusés
Voici le détail des sentences prononcées lors de ce premier procès :

#### Condamnations à mort
L'exécution a eu lieu en place publique le 4 juillet 1946 pour l'ensemble des onze condamnés :
1. Chef de l’équipe des gardiens SS, le SS-Oberscharführer Johann Pauls ;
2. Oberaufseherin Gerda Steinhoff ;
3. Aufseherin Jenny-Wanda Barkmann ;
4. Aufseherin Ewa Paradies ;
5. Aufseherin Wanda Klaff ;
6. Aufseherin Elisabeth Becker ;
7. Kapo Josef Reiter ;
8. Kapo Waclaw Kozlowski ;
9. Kapo Fanciszek Szopinski ;
10. Kapo Tadeusz Kopczynski ;
11. Jan Breit.

#### Peines de prison
- Erna Beilhardt : condamnée à 5 ans
- Kapo Kazimierz Kowalski : condamné à 3 ans
- Werner Hoppe [1]: (chargé de la sécurité du camp et deuxième commandant du camp) sera appréhendé en 1953 en Allemagne de l'Ouest, et condamné plus tard à 9 années d'emprisonnement

### Relaxes
Deux accusés furent relaxés.

### Exécutions capitales
Au lieu-dit Biskupia Górka (la colline de l'évêque), une colline près de Gdansk, furent érigées en ligne quatre potences doubles et une triple potence au centre. Le 4 juillet 1946, à 17 h, les condamnés furent amenés chacun sur le plateau arrière d'un camion. Il semble selon certaines sources qu'un homme et deux femmes condamnés se sont battus pendant leur transport sur le lieu d'exécution. Leur identité est inconnue.
Les 11 camions furent placés sous les potences, côte à côte, les condamnés passèrent le cou dans une corde à nœud coulant simple. Certains furent juchés, pieds liés et mains liées dans le dos, sur une chaise. Chaque condamné était entre les mains d'un exécuteur (un ancien prisonnier du camp dans sa tenue rayée de déporté, et entouré de gardes armés ; Wanda Klaff était entre les mains d'une femme). Les camions furent retirés un à un. 

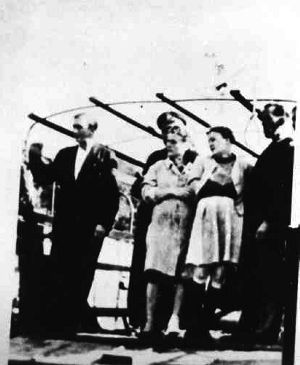
Exécutions à Biskupia Gorka : condamnée et son exécutrice.

Ce mode de pendaison tue par strangulation lente (pouvant atteindre 15 à 30 minutes ; la victime perd rapidement connaissance par syncope vagale en quelques secondes). Aucun des condamnés n'a été cagoulé. Une foule nombreuse évaluée à quelques milliers de personnes assistait à cette exécution. Après le décès constaté des condamnés, la foule a pu déambuler entre les potences. 

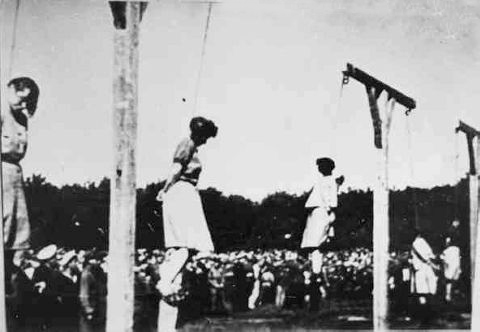
Exécutions à Biskupia Gorka : Barkmann, Paradies, Becker, Klaff, Steinhoff (de gauche à droite).

On ignore le lieu et le mode de sépulture réservé aux condamnés. Selon des sites Internet qui ont rendu compte d'autres exécutions en Pologne (Cracovie) les corps des condamnés exécutés ont été livrés à la Faculté de médecine locale et ont servi de matériel anatomique d'étude aux étudiants en médecine.

## Deuxième procès
Le second procès s'ouvrit du 8 au 31 octobre 1947, devant le Tribunal régional de Gdansk,. Ce procès a été d'une grande importance. Tout d'abord, en raison du nombre des accusés (23 SS et un kapo) et, deuxièmement, en raison de hautes fonctions exercées par les accusés dans le camp. Ce sont des officiers et gardes du camp de concentration du Stutthof qui furent jugés et reconnus coupables. Étaient dans le box, entre autres, Theodor Traugott Meyer (de) (chef adjoint de Stutthof), Ewald Foth (de) (commandant du camp juif) et Erich Thun (chef du camp Gestapo, c'est-à-dire du département politique). À la suite de l'obtention de preuves, tous les accusés ont été reconnus coupables des infractions alléguées contre eux. 10 accusés ont été condamnés à mort (tous les jugements rendus par pendaison le 22 octobre 1948), et les autres à des peines de prison (de 3 ans à la prison à vie) 

### Verdict
- Theodor Meyer - la mort par pendaison
- Ewald Foth - la mort par pendaison
- Karl Eggert - la mort par pendaison
- Paul Wellnitz - la mort par pendaison
- Hans Rach - la mort par pendaison
- Fritz Peters - la mort par pendaison
- Kurt Dietrich - la mort par pendaison
- Albert Paulitz - la mort par pendaison
- Karl Zurell - la mort par pendaison
- Kapo Alfred Nikolaysen - la mort par pendaison
- Erich Thoune - prison à vie
- William Vogler - 15 ans d’emprisonnement
- Eduard Zerlina - 12 ans d'emprisonnement
- Grammes Adolf - 10 ans d'emprisonnement
- Werner Wöllnitz - 10 ans d'emprisonnement
- Emil Wenzel - 10 ans d'emprisonnement
- Oskar Gottchau - 10 ans d'emprisonnement
- Karl Reger - 8 ans d'emprisonnement
- Adalbert Wolter - 8 ans d'emprisonnement
- Johannes Görtz - 8 ans d'emprisonnement
- Hugo Ziehm - 3 ans d'emprisonnement
- Walter Englert - 3 ans d'emprisonnement

### Exécutions capitales
Elles ont eu lieu hors de la vue du public ainsi que celles des procès qui ont suivi.

## Troisième procès
Le troisième procès se déroula du 5 au 10 novembre 1947, devant une Cour criminelle spéciale polonaise. Nous trouvons assis au banc des accusés 20 SS. Le procès n'a duré que six jours et 19 accusés ont été reconnus coupables. Il n’y a eu aucune peine capitale, les accusés ont été condamnés à des peines allant de 3 à 12 ans de prison.

### Verdict
- Karl Meincke - 12 ans d'emprisonnement
- Gustav Eberle - 10 ans d'emprisonnement
- Otto Schneider - 10 ans d'emprisonnement
- Otto Welke - 10 ans d'emprisonnement
- Willy Witt - 10 ans d'emprisonnement
- Adolf Klaffke - 10 ans d'emprisonnement
- Erich Jassen - 10 ans d'emprisonnement
- Heinz Löwen - 5 ans d'emprisonnement
- Johann Lichtner - 5 ans d'emprisonnement
- Ernst Thulke - 5 ans d'emprisonnement
- Alfred Tissler - 5 ans d'emprisonnement
- Erich Stampniok - 5 ans d'emprisonnement
- Hans Möhrke - 4 ans de prison
- Richard Timm - 4 ans de prison
- Nikolaus Dirnberger - 4 ans de prison
- Harry Müller - 4 ans d'emprisonnement
- Friedrich Tessmer - 4 ans de prison
- Johann Sporer - 4 ans de prison
- Nikolai Klawan - 3 ans d'emprisonnement
- Hans Tolksdorf - acquitté

## Quatrième procès
Le quatrième et dernier procès se déroula également devant une Cour de Justice criminelle spéciale polonaise du 19 au 29 novembre 1947. Il y a eu sur le banc des accusés 27 personnes (y compris un kapo). L'un des accusés a été acquitté, tandis que les autres ont été condamnés à un emprisonnement (de 7 mois à la prison à vie). Cette fois encore, aucune peine capitale n'a été prononcée.

## Divers procès liés au Stutthof

### En Pologne
En Pologne, ont été condamnés deux membres de l'équipe du camp. En 1949 un tribunal de Toruń a condamné le commandant Hans Jacobi (du sous-camp incluant le « Baukommando » Weichsel) à 3 ans de prison, et en 1953 un tribunal condamna à Gdansk le SS Bielawa Hansa à 12 ans de prison. 

### En Allemagne de l'Ouest
Plusieurs procès criminels en rapport avec le Stutthof ont eu lieu devant les tribunaux ouest-allemands. Le commandant en second du camp, Paul Werner Hoppe, a été condamné en 1955 par un tribunal de Bochum à 5 ans et 3 mois de prison. En 1957, cependant, Hoppe a de nouveau été mis en examen. Cette fois, il a été condamné à neuf ans de prison. 
En 1955 a commencé une enquête aboutissant à l’arrestation d’Otto Heidla (chirurgien général, criminel du Stutthof). Il s’est suicidé en prison. 
En 1957, comparaissait devant le tribunal Karl Otto Knott (accusé entre autres du meurtre de centaines de prisonniers dans les chambres à gaz et assassinat par des injections de phénol). Knott a été condamné à 3 ans et 3 mois de prison. 
Enfin, en 1964 il y eut un procès à Tübingen. Dans le box des accusés, Otto Haupt (membre du département politique du camp), Bernard Lüdtke et, à nouveau, Karl Otto Knott. À nouveau, les peines prononcées ont été significativement inférieures à celles requises par le procureur. Haupt a été condamné à 12 ans de prison, Lüdtke à 8 ans. Knott a été acquitté. Les procès en République fédérale n'ont pas recueilli de témoignages de Polonais. 
En outre, plusieurs membres de l’équipe du Stutthof comparaissaient devant les tribunaux pour des crimes commis dans d'autres camps de concentration.
Parmi eux, le premier commandant Max Pauly. Il a été condamné à mort par le Tribunal militaire britannique, avec l’équipe de Neuengamme, et exécuté en 1946. 
Depuis octobre 2019, l'un des gardiens du Stutthof, Bruno Dey, est en procès devant une juridiction allemande. En 2021, Irmgard Furchner est accusée par un tribunal allemand d'avoir participé au meurtre de 11 412 personnes de par ses fonctions administratives dans le camp.

## Sources
- (en) Cet article est partiellement ou en totalité issu de l’article de Wikipédia en anglais intitulé « Stutthof Trial » (voir la liste des auteurs).